# Gert Nygårdshaug

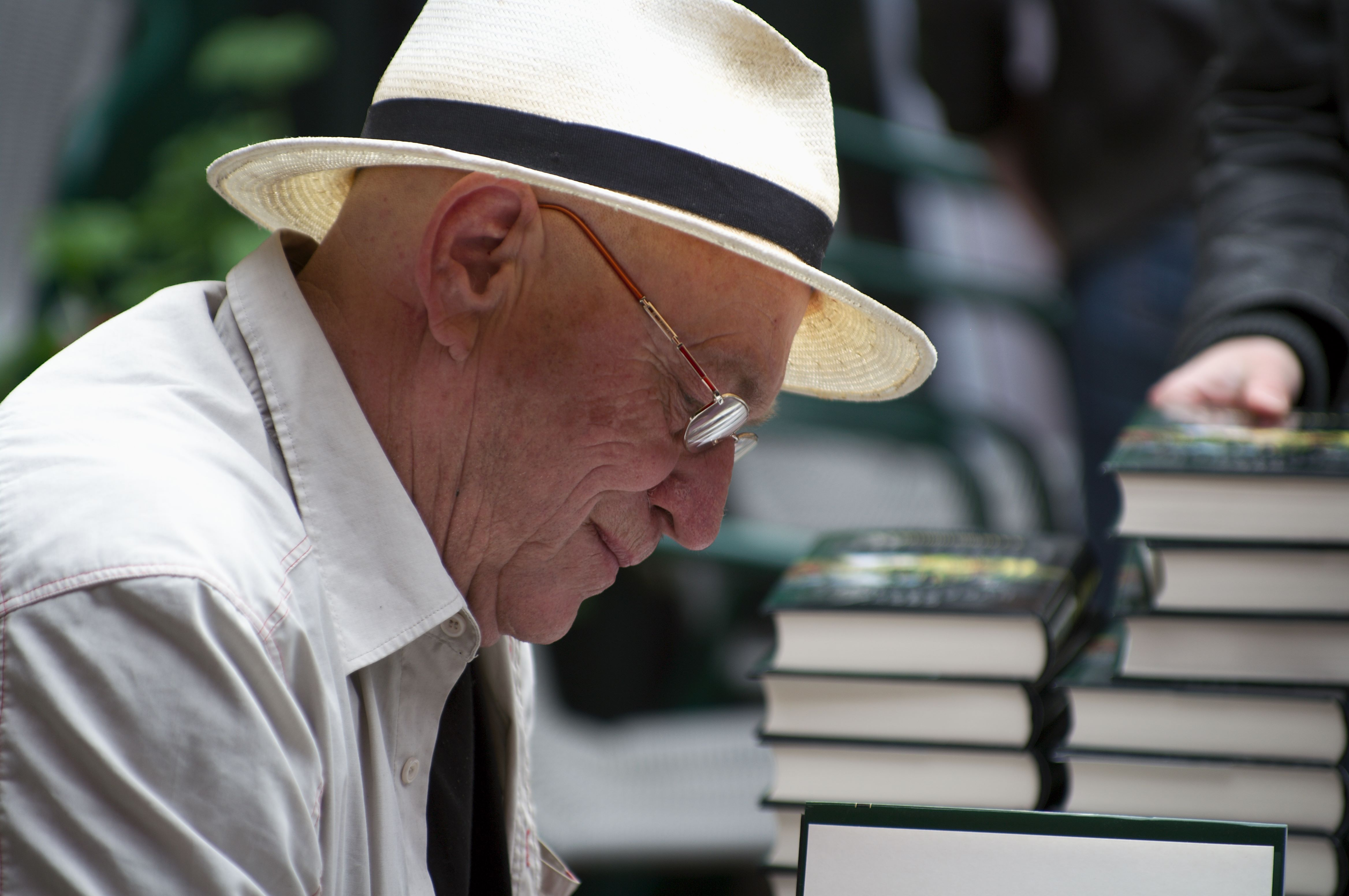
Gert Nygårdshaug auf dem Osloer Buchfestival 2011

Gert Hermod Nygårdshaug (* 22. März 1946 in Tynset) ist ein norwegischer Schriftsteller. Er hat Romane, Lyrikbände, Kinderbücher und Erzählungen veröffentlicht und wurde international bekannt vor allem durch seine Kriminalromane um den Gastronomen und Amateur-Detektiv Fredric Drum.

## Leben und Schaffen
Gert Nygårdshaug, Bauernsohn aus einer ländlichen Region im Südosten Norwegens, erlernte zunächst den Zimmermannsberuf, den er auch ausübte, als er sich ab 1966 auf das Schreiben einließ. Nygårdshaug fing zunächst mit Lyrikbänden an. Ab 1980 machte er Ernst mit seinem Ziel, freiberuflicher Schriftsteller zu sein, und brachte seither jedes Jahr ein neues Buch heraus. Der Umwelt-Krimi Mengele Zoo (1989) gewann 2007 die Publikumsabstimmung beim Literaturfestival von Lillehammer um das „beste norwegische Buch aller Zeiten“. 1996 erhielt er den renommierten norwegischen Literaturpreis Cappelenprisen. 2019 wurde Mengele Zoo auf Deutsch veröffentlicht.
Nygårdshaugs Bücher beinhalten Hintergrundwissen, das der Autor sich durch Reisen und Recherchieren erworben hat. Besonders Südamerika-Themen werden dabei einbezogen. Alte Hochkulturen, Archäologie, Angeln, Gourmet-Gastronomie und Weinliebhaberei sind Themen seiner Romane.
Im Jahr 2004 erwarb die südafrikanische Filmproduktionsfirma Lithium Entertainment die Verfilmungsoptionsrechte zu vier von Nygårdshaugs Romanen: Mengele Zoo, Himmelblomsttreets muligheter, Prost Gotvins geometri und Afrodites basseng.
Nygårdshaug lebt in Lier. Vier seiner Romane sind bislang auf Deutsch herausgekommen. Auch in Dänemark und Polen sind seine Bücher populär.

## Werke
- Impulser (1966) Lyrik
- Paxion (1971) Lyrik
- Et bilde et verktøy (1974) Lyrik
- Gatevinden (1980) Roman
- Solfiolinen (1981) Kurzgeschichten
- Bastionen (1982) Roman
- Alkymisten (1983) Kurzgeschichten
- Dverghesten (1984) Roman
- Honningkrukken (1985) Krimi
  - Der Honigkrug 2007, übersetzt von Andrea Dobrowolski, Piper Verlag, München 2008 ISBN 978-3-492-25258-4
- Nullpluss (1986) Roman
- Jegerdukken (1987) Krimi
  - Der Fliegenfischer. übersetzt von Andrea Dobrowolski Piper, München 2008 ISBN 978-3-492-25761-9[9]
- Gipsyblink (1988) Lyrik
- Mengele Zoo (1989) Roman, übersetzt von Babette Hoßfeld, Vida Verde Verlag 2019, ISBN 978-3982052205[10]
- Dødens codex (1990) Krimi
  - Das Teufelspergament. übersetzt von Andrea Dobrowolski Piper, München 2010 ISBN 978-3-492-25866-1
- Søthjerte (1991) Roman
- Det niende prinsipp (1992) Krimi
- Cassandras finger (1993) Krimi
- Gipsymann (1994) Lyrik
- Trollet og de syv prinsessene (1995) Kinderbuch
- Himmelblomsttreets muligheter (1995) Roman
- Kiste nummer fem (1996) Kriminalroman
- Gutten og trollsverdet (1996) Kinderbuch
- Huldergubben i Svartberget (1997) Kinderbuch
- Prost Gotvins geometri (1998) Roman
- Pengegryta i Trollberget – og andre eventyr (1999) Kinderbuch
- Den balsamerte ulven (2000) Kriminalroman
- Liljer fra Jerusalem (2001) Kriminalroman
- Farivis Ruvis - Gutten fra himmelrommet - Dinosaurene (2001) Kinderbuch
- Afrodites basseng (2003) Roman
- Alle orkaners mor (2004) Kriminalroman
- Rødsonen (2006) Krimi
- Fortellernes marked (2008) Roman
- Klokkemakeren (2009) Roman
- Samlede eventyr (2009) Kinderbuch
- Chimera (2011) Roman
- Pergamentet (2013) Roman
- Nøkkelmakeren (2014) Roman
- Eclipse i mai (2015) Roman
- Budbringeren (2015) Kriminalroman
- Zoo Europa (2018) Roman
- Den tredje engelen (2020) Kriminalroman